# Prvenstvo ZNP 1933-1934
Il Prvenstvo Zagrebačkog nogometnog podsaveza 1933./34. (it. "Campionato della sottofederazione calcistica di Zagabria 1933-34") fu la quindicesima edizione del campionato organizzato dalla Zagrebački nogometni podsavez (ZNP), la ventunesima in totale, contando anche le 4 edizioni del Prvenstvo grada Zagreba (1918-1919) e le 2 del campionato del Regno di Croazia e Slavonia (1912-1914, composto esclusivamente da squadre di Zagabria).
Questa fu la prima edizione del Prvenstvo ZNP ad essere di secondo livello calcistico. Infatti, da quest'anno, il Državno prvenstvo, il campionato nazionale, raccoglieva le migliori squadre del Regno di Jugoslavia, e le vincitrici delle varie sottofederazioni avrebbero disputato gli spareggi per la promozione al campionato successivo, anziché per la stessa stagione come fatto fino ad allora.
Il torneo, chiamato 1/A razred ("Prima classe/A"), fu vinto dal Željezničar Zagabria, al suo primo titolo cittadino. Il campione della ZNP fu lo Slavija Varaždin, fu la prima volta che ad imporsi fosse una squadra della provincia.
Il campionato era diviso era diviso fra le squadre di Zagabria città (divise in 4 divisioni chiamate razred) e quelle della provincia (divise in varie parrocchie, župe). La vincitrice della 1. razred affrontava i campioni della provincia per il titolo sottofederale e la possibilità di accedere agli spareggi per la promozione nel campionato nazionale.

## Struttura
```
I termini "in casa" e "in trasferta" non hanno senso perché pochi club avevano un proprio stadio. Tutte le partite sono state giocate negli unici 4 stadi di Zagabria: 
Koturaška cesta
 (del 
Građanski
), 
Maksimir
 (del 
HAŠK
), 
Tratinska cesta
 (del 
Concordia
) e Miramarska cesta (del 
Viktorija
 e dello 
Željezničar
).
[
2
]
```

| 1º livello | Državno prvenstvo | 10 squadre |
| 2º livello | 1/A razred        | 8 squadre  |
| 3º livello | 1/B razred        | 8 squadre  |
| 4º livello | 2. razred         | 8 squadre  |
| 5º livello | 3. razred         | 9 squadre  |

## Classifica
|                   | Pos. | Squadra              | Pt | G  | V  | N | P  | GF | GS | QR    |
| ----------------- | ---- | -------------------- | -- | -- | -- | - | -- | -- | -- | ----- |
|                   | 1.   | Željezničar Zagabria | 24 | 14 | 11 | 2 | 1  | 41 | 9  | 4,555 |
|                   | 2.   | Viktorija Zagabria   | 17 | 14 | 7  | 3 | 4  | 42 | 21 | 2,000 |
|                   | 3.   | Uskok Zagabria       | 17 | 14 | 7  | 3 | 4  | 32 | 22 | 1,454 |
|                   | 4.   | Šparta Zagabria      | 16 | 14 | 8  | 0 | 6  | 37 | 16 | 2,312 |
|                   | 5.   | Slavija Zagabria     | 12 | 14 | 6  | 0 | 8  | 20 | 40 | 0,500 |
|                   | 6.   | Jugoslavija Zagabria | 11 | 14 | 5  | 1 | 8  | 30 | 33 | 0,909 |
|                   | 7.   | Derby Zagabria       | 9  | 14 | 2  | 2 | 10 | 22 | 39 | 0,564 |
|                   | 8.   | Grafičar Zagabria    | 6  | 14 | 2  | 2 | 10 | 16 | 60 | 0,266 |
| Fonte: exyufudbal |      |                      |    |    |    |   |    |    |    |       |

Legenda:
      Campione cittadino ed ammesso alla finale sottofederale.
  Partecipa agli spareggi.
      Retrocessa nella divisione inferiore.
Note:
Due punti a vittoria, uno a pareggio, zero a sconfitta.

## Risultati

### Tabellone
|                   | Žel  | Vik  | Usk  | Špa  | Sla  | Jug  | Der  | Gra  |
| ----------------- | ---- | ---- | ---- | ---- | ---- | ---- | ---- | ---- |
| Željezničar       | –––– | 1-0  | 2-2  | 1-0  | 3-1  | 3-0  | 6-1  | 8-1  |
| Viktorija         | 1-1  | –––– | 2-1  | 1-4  | 4-2  | 5-0  | 3-1  | 12-0 |
| Uskok             | 0-2  | 3-2  | –––– | 1-0  | 4-0  | 2-0  | 5-1  | 1-1  |
| Šparta            | 1-2  | 3-0  | 2-1  | –––– | 7-0  | 3-0  | 3-0  | 5-1  |
| Slavija           | 0-4  | 1-4  | 3-1  | 1-0  | –––– | 1-6  | 2-1  | 3-0  |
| Jugoslavija       | 0-2  | ?    | 4-5  | 2-1  | 4-1  | –––– | 4-2  | 1-1  |
| Derby             | 2-1  | 1-1  | 1-4  | 3-2  | 2-3  | 0-4  | –––– | 5-0  |
| Grafičar          | 0-5  | 1-5  | 2-2  | 6-3  | 0-2  | 2-1  | 1-2  | –––– |
| Fonte: exyufudbal |      |      |      |      |      |      |      |      |

### Calendario
```
Girone d'andata

24.09.1933: Slavija-Grafičar 3-0, Uskok-Viktorija 3-2, Derby-Šparta 3-2
01.10.1933: Viktorija-Grafičar 12-0, Derby-Željezničar 2-1
08.10.1933: Slavija-Derby 2-1, Uskok-Grafičar 1-1
15.10.1933: Viktorija-Slavija 4-2, Željezničar-Šparta 1-0
22.10.1933: Šparta-Grafičar 5-1, Slavija-Uskok 3-1, Željezničar-Viktorija 1-0
29.10.1933: Željezničar-Uskok 2-2, Derby-Grafičar 5-0, Šparta-Slavija 7-0
05.11.1933: Derby-Uskok 1:1 (annullata), Šparta-Viktorija 3-0
12.11.1933: Viktorija-Derby 3-1, Željezničar-Grafičar 8-1
19.11.1933: Željezničar-Slavija 3-1, Uskok-Šparta 1-0
03.12.1933: Šparta-Jugoslavija 3-0 (a tavolino, Jugoslavija sotto squalifica)
10.12.1933: Željezničar-Jugoslavija 3-0 (a tavolino, Jugoslavija sotto squalifica)
17.12.1933: Uskok-Jugoslavija 3-0 (a tavolino, Jugoslavija sotto squalifica)
21.01.1934: Jugoslavija-Slavija 4-1
04.02.1934: Grafičar-Jugoslavija 2-1
11.02.1934: Željezničar-Jugoslavija 3-0 (nuova)
18.02.1934: Uskok-Jugoslavija 2-0 (nuova)
25.02.1934: Jugoslavija-Derby 4:2
04.03.1934: Uskok-Derby 4-1 (nuova)

Girone di ritorno

25.03.1934: Derby-Grafičar 2-1, Željezničar-Jugoslavija 2-0
01.04.1934: Slavija-Šparta 1-0, Viktorija-Uskok 2-1
15.04.1934: Jugoslavija-Slavija 6-1, Željezničar-Šparta 2-1 (interrotta sull'1-1, completata il 25 maggio), Uskok-Grafičar 2-2, Viktorija-Derby 1-1
22.04.1934: Šparta-Derby 3-0, Uskok-Jugoslavija 5-4, Viktorija-Grafičar 5-1, Željezničar-Slavija 4-0
29.04.1934: Uskok-Slavija 4-0, Viktorija-Željezničar 1-1
06.05.1934: Željezničar-Grafičar 3-0 (annullata), Jugoslavija-Šparta 2-1
13.05.1934: Uskok-Derby 5-1, Šparta-Viktorija 4-1
27.05.1934: Slavija-Grafičar 2-0, Jugoslavija-Derby 4-0
03.06.1934: Grafičar-Jugoslavija 1-1, Šparta-Uskok 2-1, Viktorija-Slavija 4-1, Željezničar-Derby 6-1
17.06.1934: Grafičar-Šparta 6-3, Slavija-Derby 3-2, Viktorija-Jugoslavija 5-0, Željezničar-Uskok 2-0
24.06.1934: Željezničar-Grafičar 5-0 (nuova)
```

## Provincia
Il campionato provinciale è stato vinto dallo Slavija Varaždin.

## Finale sottofederale
| Squadra 1        | Risultato   | Squadra 2            |
| ---------------- | ----------- | -------------------- |
| Slavija Varaždin | 3 – 1 1 – 0 | Željezničar Zagabria |

## Spareggio promozione
```
La vincente della 
ZNP
 (Slavija) sfida la terza classificata del 
V gruppo nazionale
 (Građanski) per un posto nel 
Državno prvenstvo 1934-1935
.
```

| Squadra 1          | Totale | Squadra 2        | Andata     | Ritorno    |
| ------------------ | ------ | ---------------- | ---------- | ---------- |
|                    |        |                  | 18.11.1934 | 25.11.1934 |
| Građanski Zagabria | 8 – 0  | Slavija Varaždin | 5 – 0      | 3 – 0      |